# Los Pollos Hermanos
Los Pollos Hermanos (с исп. — «Братья-цыплята», испанское произношение: [los ˈpo.ʝos eɾ.ˈma.nos]) — вымышленная сеть ресторанов быстрого питания, специализирующаяся на блюдах из курицы, которая фигурировала в телесериале «Во все тяжкие» и его спин-оффе «Лучше звоните Солу». В вымышленной вселенной «Во все тяжкие» сеть Los Pollos Hermanos выступает как подставная организация для производства и распространения метамфетамина Гуса Фринга, но также высоко ценится населением Юго-Запада как региональная сеть блюд из курицы наравне с KFC. В качестве декораций для ресторана в Альбукерке в сериале использовался филиал Twisters в Саут-Вэлли, штат Нью-Мексико, и после выхода сериала «Во все тяжкие» у сети Twisters наблюдался рост бизнеса. Благодаря популярности сериала, Los Pollos Hermanos неоднократно открывался в качестве реального временного ресторана (англ. Pop-up restaurant).

## Вымышленная история

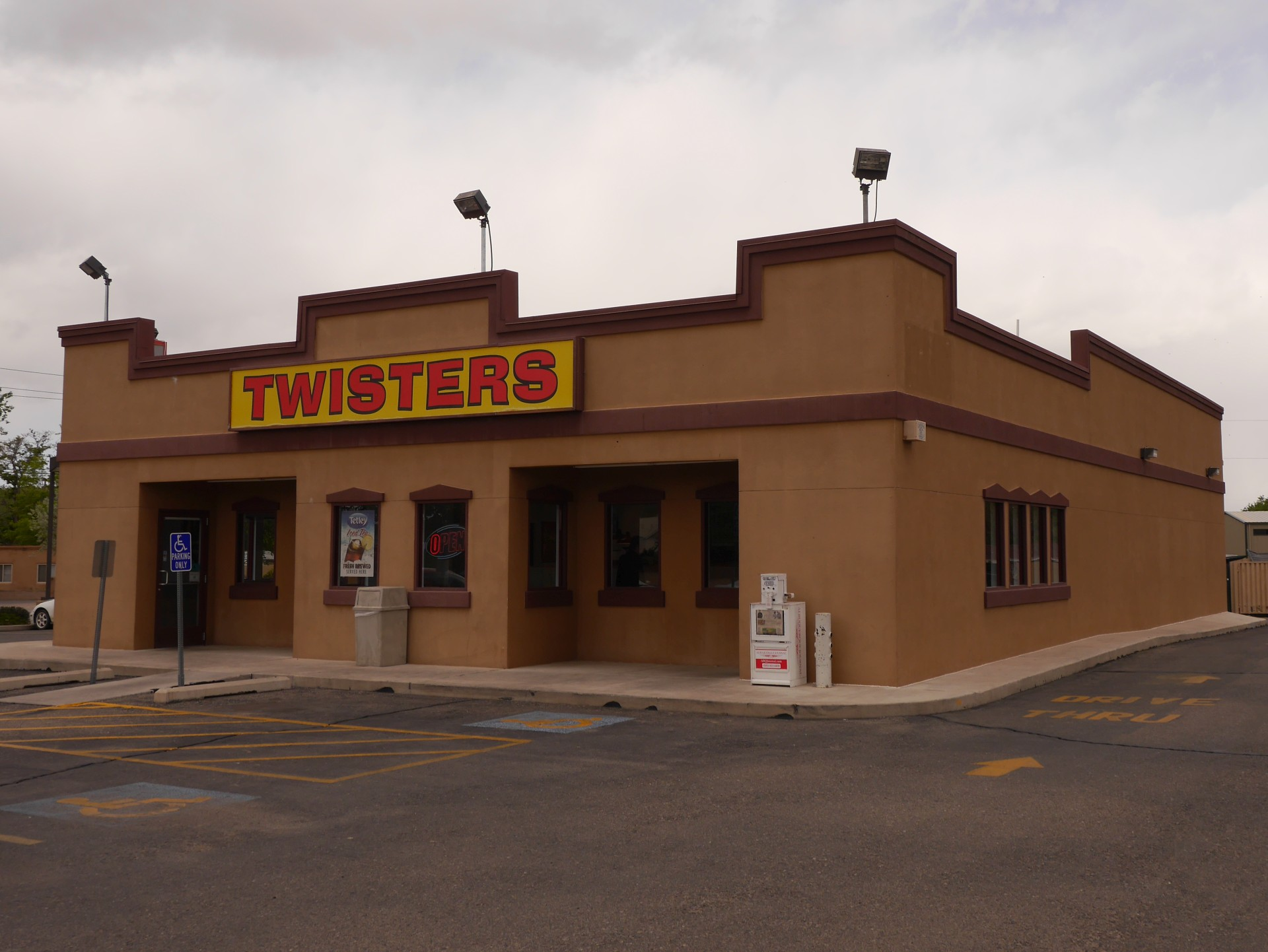
Ресторан Twisters в Альбукерке, использовавшийся в качестве основного ресторана Los Pollos Hermanos во время съёмок сериалов «Во все тяжкие» и «Лучше звоните Солу»

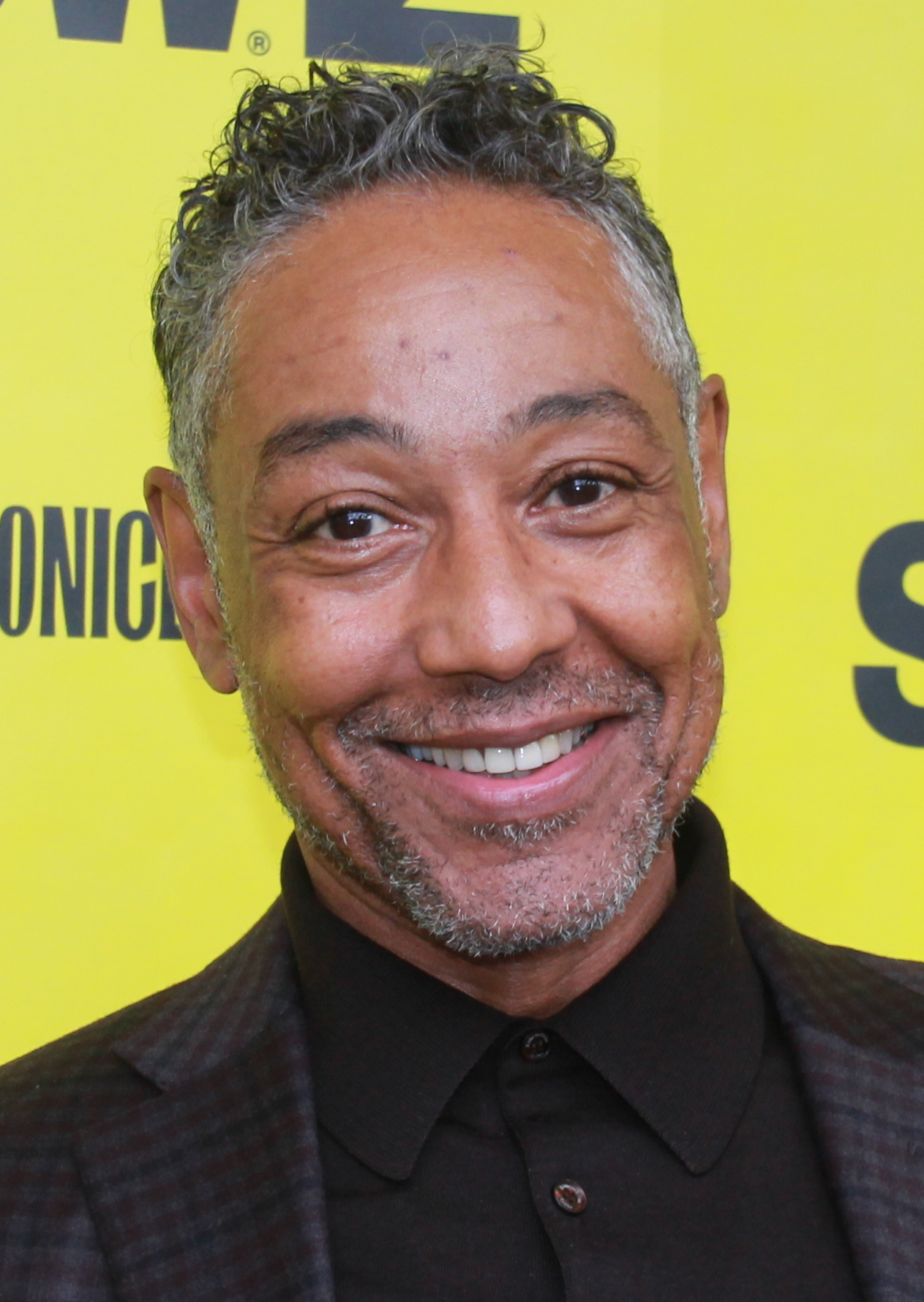
Джанкарло Эспозито играет Гаса Фринга, владельца Los Pollos Hermanos.

Компания Los Pollos Hermanos была основана выходцами из Чили и деловыми партнёрами Густаво «Гус» Фрингом (в исполнении Джанкарло Эспозито) и Максом Арсиньегой (Джеймс Мартинес) в Мексике. Апокрифическая история, рассказанная в вымышленной телевизионной рекламе, предполагает, что вдохновением для создания ресторана послужили рецепты, приготовленные дядями Гуса. В конце концов, Гус эмигрировал в США и открыл филиалы, главным образом, в Нью-Мексико, и сеть разрослась до 14 точек по всему американскому Юго-Западу. Грузовики Los Pollos Hermanos использовались для контрабанды наркотиков, производимых вымышленным наркокартелем сериала, через мексикано-американскую границу. Большая птицеферма Los Pollos Hermanos на окраине Альбукерке служила передовой, где поступающие наркотики обрабатывались и отправлялись в различные магазины и другие пункты назначения. Фринг следил за тем, чтобы сами рестораны не имели никакого отношения к наркотикам.
В конечном итоге компания стала дочерней компанией вымышленного немецкого транспортного конгломерата Madrigal Electromotive GmbH, чьи связи Фринг использовал для дальнейшего расширения охвата как своих легальных, так и нелегальных операций. После смерти Фринга от рук Уолтера Уайта (Брайан Крэнстон) и Гектора Саламанки (Марк Марголис) сеть была закрыта, а на месте флагманского ресторана в Альбукерке был открыт ресторан Twisters.

## Реальная история
В 2013 году, когда сериал «Во все тяжкие» все ещё транслировался, компания Twisters утверждала, что её доход увеличился на 10 % благодаря ассоциации с сериалом.
В 2014 году был арестован мужчина из округа Кук, штат Иллинойс, обвиняемый в нескольких преступлениях, включая изготовление метамфетамина, и на его полицейском снимке он был одет в футболку Los Pollos Hermanos. Создатель сериала «Во все тяжкие» Винс Гиллиган рассказал на Reddit AMA в 2015 году, что в Sony шли переговоры о том, чтобы сделать из Los Pollos Hermanos настоящий ресторан.
Логотип Los Pollos Hermanos был создан в 2008 году мексиканским художником Умберто Пуэнтесом-Сегурой. Topanga Productions, дочерняя компания Sony Pictures, производителя сериала «Во все тяжкие», начала продавать товары, включая футболки и шляпы с логотипом Los Pollos Hermanos. В 2016 году Пуэнтес-Сегура подал в суд на Sony Pictures и Topanga Productions, утверждая, что он не разрешал Sony лицензировать или продавать товары с логотипом.
В 2017 году открылась серия pop-up ресторанов Los Pollos Hermanos в нескольких городах. Было объявлено об открытии 9-10 апреля ресторана в Нью-Йорке на Перл-стрит, хотя в нём предлагалась только картошка фри без курицы, возможно, чтобы избежать нарушений санитарных норм Нью-Йорка. Он также открывался 10-11 апреля в Лос-Анджелесе и в Остине, штат Техас, к фестивалю South by Southwest. 11-12 апреля в Thirsty Bird в Поттс-Пойнт, районе австралийского города Сидней, прошло мероприятие, на котором в первый день побывал Джанкарло Эспозито. Компания Netflix, международный дистрибьютор сериала, также организовала 12-13 мая два отдельных мероприятия в Италии в настоящих ресторанах жареной курицы в Риме и Милане, которые были оформлены как рестораны Los Pollos Hermanos.
В 2017 году в качестве промо к третьему сезону сериала «Лучше звоните Солу» был выпущен мини-сериал Los Pollos Hermanos Employee Training. Он получил награду за лучший короткометражный комедийный или драматический сериал на 69-й церемонии Primetime Creative Arts Emmy Awards.
20 января 2018 года, в честь 10-летия начала сериала «Во все тяжкие», место, где снимался ресторан Twisters, на один день было временно переоборудовано под ресторан Los Pollos Hermanos. Это событие было оплачено «суперфанами» Эдвардом Канделария и Марком Смитом и, как утверждается, не было санкционировано Sony Pictures или AMC. Мероприятие также совпало с началом съёмок четвёртого сезона «Лучше звоните Солу», и на нём появились несколько актёров сериала «Во все тяжкие», включая Иэна Посаду (Брок Кантилло) и Джеремайю Битсуи (Виктор).
В августе 2018 года служба доставки Postmates предложила ограниченную по времени услугу доставки блюд виртуального ресторана Los Pollos Hermanos в Лос-Анджелесе и Нью-Йорке.
В конце 2019 года по адресу бульвар Санта-Моника 7100 в Западном Голливуде, штат Калифорния, работал поп-ап ресторан «Breaking Bad Experience», в котором были представлены блюда, похожие на блюда Los Pollos Hermanos. Несколько дней спустя было объявлено, что сеть кухонь доставки Family Style Inc. в партнёрстве с Sony Pictures Consumer Products начала предлагать блюда Los Pollos Hermanos через Uber Eats в некоторых городах, начиная с Лос-Анджелеса. 24 октября 2019 года к премьере фильма «Путь: Во все тяжкие. Фильм» также открылся временный ресторан в Венис-Бич, Калифорния.